# Battlestar Galactica: The Resistance
Battlestar Galactica: The Resistance is de verzameltitel van tien webisodes (online afleveringen) welke zijn gebaseerd op de televisieserie Battlestar Galactica. Elke aflevering heeft een lengte tussen de twee en vijf minuten. Ze tonen gebeurtenissen tussen seizoen twee en drie van de serie.
De eerste aflevering werd online gezet op 5 september 2006.

## Achtergrond
De serie werd geproduceerd ter promotie van Battlestar Galactica.
De afleveringen waren aanvankelijk alleen te bekijken door kijkers in de Verenigde Staten. Dit tot ongenoegen van veel fans wereldwijd. De afleveringen werden later wel op andere websites gezet die ook voor mensen buiten de VS te bezoeken waren zoals YouTube.
De webisodes werden uitgebracht op de dvd-set van seizoen drie van de serie.

## Verhaal
De serie documenteert de gebeurtenissen op New Caprica na de invasie van de Cylons aan het eind van het tweede seizoen. De serie toont hoe het verzet (waar de titel naar refereert) tegen de Cylons vecht. Dit verzet wordt geleid door Colonel Saul Tigh, voormalige XO van de Galactica, en de belangrijkste militairen in New Caprica. Hij wordt bijgestaan door Chief Tyrol, Specialist Cally en voormalig Galactica-medewerker Jammer.
De serie begint op de 67ste dag van de Cylonbezetting.

## Cast
- Saul Tigh, gespeeld door Michael Hogan
- Galen Tyrol, gespeeld door Aaron Douglas
- Cally Tyrol, gespeeld door Nicki Clyne
- James "Jammer" Lyman, gespeeld door Dominic Zamprogna
- Tucker "Duck" Clellan, gespeeld door Christian Tessier
- Number Five, gespeeld door Matthew Bennett
- Jean Barolay, gespeeld door Alisen Down
- Nora Clellan, gespeeld door Emily Holmes